# Jogos do Sudeste Asiático de 1981
Os Jogos do Sudeste Asiático de 1981 foram a 11ª edição do evento multiesportivo, realizado na cidade de Manila, nas Filipinas - nação que recebeu os Jogos pela primeira vez -, entre os dias 6 e 15 de dezembro.

## Países participantes
Sete países participaram do evento:
- Brunei
- Tailândia
- Myanmar
- Malásia
- Singapura
- Indonésia
- Filipinas

## Modalidades
Foram disputadas dezoito modalidades nesta edição dos Jogos:
| - Atletismo - Badminton - Basquete - Boliche - Boxe - Ciclismo - Esportes aquáticos - Futebol - Ginástica | - Judô - Levantamento de peso - Sepaktakraw - Softball - Tênis - Tênis de mesa - Tiro - Tiro com arco - Vôlei |

## Quadro de medalhas
País sede destacado.
| Ordem | País      | Medalha de ouro | Medalha de prata | Medalha de bronze |     |
| ----- | --------- | --------------- | ---------------- | ----------------- | --- |
| 1     | Indonésia | 85              | 73               | 56                | 214 |
| 2     | Tailândia | 62              | 45               | 41                | 148 |
| 3     | Filipinas | 55              | 55               | 77                | 187 |
| 4     | Malásia   | 16              | 27               | 31                | 74  |
| 5     | Myanmar   | 15              | 19               | 27                | 61  |
| 6     | Singapura | 12              | 26               | 33                | 71  |
| TOTAL | TOTAL     | 227             | 225              | 218               | 670 |